# 呉景濂
呉 景濂（ご けいれん、繁体字: 吳 景濂; 簡体字: 吴 景濂; 拼音: Wú Jǐnglián; ウェード式: Wu Ching-lien、1874年〈同治13年〉 - 1944年〈民国33年〉1月24日）は、清末・中華民国の政治家。字は蓮伯。号は述唐、晦廬。辛亥革命時に革命派の一員として活動し、民国成立後も国民党などに加わり、護法運動でも孫文を支持した。しかし第一次奉直戦争後は、北京政府で直隷派の幹部として活動している。

## 事績

### 清末民初の活動
1902年（光緒28年）、京師大学堂優級師範科に入学し、卒業後に候補内閣中書となった。1907年（光緒33年）、奉天両級師範学堂監督に任ぜられ、更に奉天教育会会長に選出される。翌年、憲政講習所を設立し、更に日本へ教育事業の視察に趣いた。1909年（宣統元年）、奉天咨議局議員に任命され、1911年（宣統3年）には議長に選出されている。辛亥革命勃発後に奉天保安会が設立されると、呉景濂は副会長に任命され、さらに奉天代表として革命派の南京で各省代表会に出席した。
1912年（民国元年）1月、呉景濂は南京で臨時参議院議員に任命され、同年4月に臨時参議院の北京移転に従った。その後、統一共和党の有力幹部となり、同年8月には宋教仁率いる国民党に合流している。翌1913年（民国2年）、衆議院議員に選出され、同年中に国民党で理事、副理事長を歴任した。袁世凱が国会を解散した後の1914年（民国3年）1月、大総統府顧問に就任している。しかし袁が皇帝即位を目論み始めると、呉はこれに反発、1915年（民国4年）12月に奉天省へ戻って（東）三省公民討袁大会の発起人となった。

### 南方政府から直隷派へ
1916年（民国5年）8月、国会の回復と共に衆議院議員に復帰し、国会内で旧国民党系の憲政商榷会を結成した。その一方で、梁啓超が組織した旧進歩党系の憲法研究会とも一定の関係を有している。1917年（民国6年）5月、衆議院議長に選出されたが、護法運動の勃発と共に孫文（孫中山）を支持するために広州へ赴き、護法（非常）国会衆議院議長に就任した。翌月には護法軍政府高等顧問に任命されている。
しかし1922年（民国11年）、第1次奉直戦争終結後に北京へ戻り衆議院議長に再任される。以後、南方の政府から離脱し、直隷派の有力政治家となった。翌1923年（民国12年）10月、曹錕の賄選を主導している。1924年（民国13年）10月に北京政変が勃発して曹が失脚すると、呉も指名手配されて天津に逃げ込んでいる。これをもって、呉の政治家としての経歴は事実上終了した。晩年は日本軍や親日政府から参画の勧誘を受けたが、全て拒否している。1944年（民国33年）1月24日、天津市で病没。享年71。

## 注
1. 1 2 3  徐主編（2007）、632頁。